# Joseph Goldschmidt
Joseph Goldschmidt (* 9. November 1842 in Rakwitz; † 13. Juni 1925 in Hamburg) war ein deutscher Schuldirektor.

## Leben und Wirken
Joseph Goldschmidt wuchs als Sohn eines Kantors auf. Er wurde bereits in den ersten Lebensjahren von einer jüdischen Lebensweise geprägt und erlernte früh die hebräische Sprache. Nach einem Besuch des Gymnasiums in Krotoschin von 1854 bis 1862 begann er ein Studium der klassischen Philologie und Geschichte an der Universität Berlin. Nach der Promotion 1866 an der Universität Halle über De Judaeorum apud Romanos condicione (Über die Lage der Juden bei den Römern) lehrte er von 1867 bis 1876 an der Talmud-Tora-Schule in Hamburg. 1876 erhielt er von der Universität Kiel nach bestandener Prüfung pro facultate docendi die Lehramtsbefähigung  für die Fächer Deutsch, Geschichte, Geografie und Latein. Da Personen jüdischen Glaubens keine Stellen an nichtjüdischen Schulen erhielten, war er einer von wenigen akademisch ausgebildeten jüdischen Lehrkräften seiner Zeit.
Im selben Jahr wechselte Goldschmidt an die Realschule der Israelitischen Religionsgesellschaft in Frankfurt am Main. 1889 kehrte er als Direktor an die Hamburger Talmud Tora Realschule zurück. Er war der erste professionell ausgebildete Leiter der Schule, deren streng orthodoxe Leitung bis dahin ein Laiengremium unter Führung eines Rabbiners übernommen hatte. Die Lehreinrichtung unternahm mit der Berufung Goldschmidts einen bedeutenden Schritt hin zur Integration in die Gesellschaft.
Goldschmidt, der als ausgesprochen pflichtbewusst galt und hohe Ansprüche an sich selbst stellte, führte Schüler und Kollegium autoritär und unnachsichtig streng. Da die Schule seit Gründung das Ziel verfolgte, sowohl jüdisch-hebräische als auch deutsche Bildung zu lehren, hatten die Schüler ein doppeltes Pensum zu leisten. Das Niveau der von ihnen erbrachten Leistungen galt als anerkannt hoch. Goldschmidt achtete im Deutsch- und Geschichtsunterricht darauf, dass die Schüler insbesondere deutsche Klassiker studierten und national erzogen wurden. Während des Ersten Weltkriegs zeigte sich der Pädagoge, der als nationalbewusst galt, anfangs begeistert patriotisch. Er forderte die Eltern der Schülern dazu auf, Geld für Kriegsanleihen zu spenden und feierte mit den Schülern jeden Erfolg deutscher Truppen. Er freute sich über junge Lehrer des Kollegiums und viele ehemalige Schüler, die freiwillig in den Krieg zogen.
Im August 1917 erhielt Goldschmidt für sein Engagement das Eiserne Kreuz am weiß-schwarzen Band. Da er feststellen musste, dass der Antisemitismus trotz der Bereitschaft der Bevölkerung, Opfer zu bringen, anhielt, ließ seine euphorische Stimmung nach. Der Schulleiter, der treu zu Wilhelm II. und der Monarchie gestanden hatte, zeigte sich von der Kriegsniederlage schwer getroffen. Die nach Kriegsende folgende Weimarer Republik empfand er als befremdend, Initiativen hinsichtlich demokratischer Mitbestimmung seitens der Mitglieder- oder Elternschaft wies er rigide zurück, womit er sich jedoch nicht durchsetzen konnte.
1920 gab Goldschmidt seinen Rücktritt von der Schulleitung bekannt und behielt das Amt nur widerwillig bis zur Übernahme durch Joseph Carlebach 1921 bei. Eine bei der Feier seines Abschieds enthüllte Gedenktafel für 122 Schüler und fünf Lehrer, die während des Ersten Weltkriegs gestorben waren, entsprach seinem größten Wunsch. Die Nationalsozialisten zerstörten das Mahnmal, das seit 1981 als Rekonstruktion im Treppenhaus des ehemaligen Schulgebäudes am Grindelhof Nr. 30 zu sehen ist.